# Zilkerpolder
De Zilkerpolder is een polder en een voormalig waterschap in de  gemeenten Lisse, Hillegom en Noordwijkerhout in de Nederlandse provincie Zuid-Holland. De polder heette van 1871-1941 Groote Zilkerpolder.
Het waterschap was verantwoordelijk voor de vervening, drooglegging en later de waterhuishouding in de polder.